# Jimmy Cookson
James „Jimmy“ Cookson (* 6. Dezember 1904 in Manchester; † 14. Dezember 1970 in Warminster) war ein englischer Fußballspieler.

## Sportlicher Werdegang
Cookson spielte zunächst für den South Salford Lad's Club, Clayton FC und Manchester North End, ehe der Stürmer 1923 bei Manchester City seinen ersten Profivertrag unterzeichnete. Nachdem er sich jedoch nicht für die Wettkampfmannschaft qualifizieren konnte, wurde er zunächst an den FC Southport in den Non-League football verliehen und 1925 an den FC Chesterfield in die Third Division der English Football League abgegeben. In der Spielzeit 1925/26 wurde er dort mit 44 Treffern Torschützenkönig, dennoch reichte es für den Klub nur zum vierten Tabellenrang. In der folgenden Spielzeit reihte er sich mit 41 Saisontoren hinter Torschützenkönig Albert Whitehurst ein, dieses Mal belegte er mit dem Klub den siebten Platz im Endklassement.
Im August 1927 lotste der in der Second Division antretende West Bromwich Albion Cookson in die höhere Spielklasse. Beim aus der First Division abgestiegenen Klub reüssierte er direkt ebenfalls als torgefährlicher Angreifer und platzierte sich mit 38 Treffern in der Zweitligasaison 1927/28 an der Spitze der Torschützenliste. Nach Plätzen im vorderen Mittelfeld gelang am Ende der Spielzeit 1930/31 der Sprung zurück in die englische Eliteliga. Zeitweise von W. G. Richardson als Mittelstürmer verdrängt, verpasste er im FA Cup 1930/31 das Finalspiel gegen den FC Birmingham. Dort erzielte der Konkurrent beim 2:1-Erfolg einen Doppelpack.
1933 wechselte Cookson zu Plymouth Argyle in die Second Division, in der Spielzeit 1933/34 war er mit 27 Meisterschaftstreffern torgefährlichster Spieler des Klub. Die folgenden Jahre waren jedoch von Verletzungen überschattet. 1936 schloss er sich dem Drittligisten Swindon Town an, wo er noch zwei Spielzeiten auf Torejagd ging und nach 31 Toren in 50 Spielen seine aktive Laufbahn beendete.